# Heroes II (Stargate SG-1)
Heroes II (Heroes, Parte 2) es el décimo octavo episodio de la séptima temporada de la serie de televisión de ciencia ficción Stargate SG-1, y el episodio N.º 150 de toda la serie.

## Trama
Bregman intenta ir a silo a ver qué sucede, pero le cortan el paso.
Mientras Emmet continua investigando a la Mayor y montando los vídeos para el documental, en el planeta se defienden como pueden de los ataques. La posición del Stargate corre peligro, pero la doctora Fraiser necesita más tiempo para estabilizar a Wells. O'Neill, entonces es alcanzado por el disparo de una lanzadera.
En el SGC, muestran a Emmet el silo, cuando una activación de la puerta por parte de los equipos que regresan les obliga abandonarlo; aunque disimuladamente, Emmett sigue grabando hasta que le descubren. Más tarde intenta informarse de lo ocurrido a través de Carter, quien le aparta bruscamente. Llegan rumores de que alguien ha muerto, y todo apunta a O'Neill a raíz de la descarga de lanzadera que recibió durante la misión de rescate. El agente Woolsey llega para hacer una investigación de esta última misión. Carter y Hammond deciden que lo más apropiado es contar la verdad y programan la fecha del funeral, pidiendo Hammond a la Mayor que diga unas palabras durante el acto.
Woolsey interroga a los miembros del comando. Poco después Emmett visita a Daniel para ver si llegó a grabar algo. Daniel recuerda entonces lo que sucedió y retira la cámara del alcance de Emmett. Bregman intenta convencerlo con un discurso. A continuación, Woolsey interroga a Hammond; quien amenaza de delatarle ante los medios. Bregman intenta colarse en la enfermería pero es descubierto y Hammond lo expulsa de la base. Antes de ello, le pide a Daniel su cinta, para dar algo más de luz a lo sucedido (visto que Woolsey intenta que solo se vea lo que él decide); y se la da a Bregman junto con el informe, desclasificado de la misión. Bregman descubre que quién falleció en combate fue la doctora Fraiser mientras atendía al soldado Wells.
Mientras, Sam visita a Jack y Daniel a Wells. Teal'c intenta consolar a Sam y le transmite sus sentimientos acerca de la Doctora Fraiser. Bregman va a devolverle a cinta a Daniel, quien le pide que la use, para que se vea que Janet fue una luchadora que salvó vidas.
Ya en el funeral, Sam nombra a todas las vidas que salvó la doctora, empezando por la suya. Al final se ve el documental de Emmett y a Hammond agradeciéndole lo que ha logrado transmitir con él.
El episodio termina con Daniel visitando a Wells y a su mujer que acaban de tener su primer hijo. Fue niña, y la bautizaron como la mujer que dio su vida por él: Janet.

## Artistas invitados
- Teryl Rothery como la Dra. Fraiser.
- Saul Rubinek como Emmett Bregman.
- Adam Baldwin como el Coronel Dave Dixon.
- Dan Shea como el Sargento Siler.
- Robert Picardo como Richard Woolsey.
- Michael Kosterman como el Coronel Tom Rundell
- Gary Jones como Walter Harriman.[3]
- Steve McMichaels como Miembro del SG-5.[3]
- Julius Chapple como el soldado Simon Wells.[3]